# Trinculo (lune)
Trinculo (U XXI Trinculo) est un satellite naturel d'Uranus.
Trinculo fut découvert en 2001 par l'équipe de Matthew J. Holman. Sa désignation temporaire était S/2001 U 1. C'est le premier satellite (d'une planète majeure) à avoir été découvert au XXIe siècle. Comme la plupart des satellites extérieurs d'Uranus, son orbite est rétrograde.
Le nom « Trinculo » vient du bouffon dans la pièce La Tempête de William Shakespeare.